# Maria Gabriel
Maria Ivanova Gabriel (în bulgară Мария Иванова Габриел; născută Nedelceva ; n. 20 mai 1979, Hadjidimovo, Blagoevgrad, Bulgaria) este o politiciană bulgară și membră al partidului GERB care a funcționat în calitate de comisar european pentru inovare, cercetare, cultură, educație și tineret din 2019 până în 2023. Anterior, a fost deputată în Parlamentul European (europarlamentar) din 2009 până în 2017. 
În Parlamentul European a ocupat funcția de vicepreședinte al grupului Partidului Popular European (PPE), vicepreședintă a organizației de femei PPE și șefa delegației PPE bulgare. Ea a fost numită pentru prima dată în Comisia Europeană în 2017 în funcția de comisar european pentru economie digitală și societate digitală pentru a ocupa un loc lăsat vacant la plecarea Kristalinei Gheorghieva .

## Biografie

### Educație și pregătire
În 1997, Maria Gabriel a absolvit liceul de limbi doctor Petăr Beron din Kiustendil . În 2001 a absolvit limbile bulgară și franceză la Universitatea din Plovdiv „Paisii Hilendarski” . Și-a continuat studiile la Institutul de studii politice din Bordeaux (Franța), unde a studiat Relații internaționale, Istoria instituțiilor europene, Sociologia politică și Politica comparată. În 2003 a obținut masteratul în „Politică comparată și relații internaționale” de la Institutul de studii politice de la Bordeaux. 

### Experienta profesionala
Din 2004 până în 2008, Mariya Gabriel a fost asistentă de predare și cercetare la Institutul de Studii Politice din Bordeaux (Franța). Misiunea sa didactică a fost legată de subiectele procesului de luare a deciziilor în UE, sociologie politică și relații internaționale. De asemenea, a participat la două proiecte internaționale: Programul European EQUAL 2004–2008 „Valori și economie - egalitate în activitățile profesionale și economia socială” și programul internațional de cercetare „Reprezentarea parlamentară la nivel național și european” sub conducerea lui Olivier Costa. 

## Membru al Parlamentului European

### Vicepreședinte al Grupului PPE și șef al delegației bulgare a Grupului PPE
Din 2014 până în 2017, Mariaa Gabriel a fost vicepreședinte al grupului PPE și șefa delegației bulgare în grupul PPE. În calitate de vicepreședinte al Grupului PPE, ea prezidează Grupul de lucru Euromed al PPE și este responsabilă pentru menținerea relațiilor Grupului PPE cu țările din regiunile mediteraneene, Orientul Mijlociu și Africa de Nord pe probleme prioritare precum migrația, securitatea, lupta împotriva terorism și radicalizare, prevenirea conflictelor și drepturile femeilor. Poziția strategică a grupului PPE pentru Marea Mediterană a fost pregătită sub conducerea ei. 

### Comisia pentru libertăți civile, justiție și afaceri interne - LIBE
În calitate de membru al Comisiei pentru libertăți civile, justiție și afaceri interne, din 2009, Maria Gabriel și-a concentrat activitățile asupra politicii de migrație a Uniunii Europene, Schengen, acordurilor de liberalizare a vizelor cu țări terțe, problemelor de securitate, luptei împotriva terorismului și traficului de persoane. Ea a urmărit îndeaproape subiecte legate de FRONTEX și de sistemul de intrare-ieșire al UE. Ea a raportat 1/3 din toate acordurile de liberalizare a vizelor din UE, ultimele fiind cu Columbia, Peru, Georgia și Ucraina. 

### Comisia pentru afaceri externe - AFET
În cadrul Comitetului pentru afaceri externe, Maria Gabriel s-a concentrat pe țările mediteraneene și pe relațiile dintre UE și Africa, Orientul Mijlociu și țările din Peninsula Arabă. A fost negociatoare a Grupului PPE în mod regulat pentru rezoluții legate de încălcarea drepturilor omului, democrație și statul de drept. Ea a susținut necesitatea unei coerențe îmbunătățite a politicilor externe și interne ale UE, prevenirea și soluționarea conflictelor, migrația și securitatea, legăturile economice și politica de dezvoltare. 

### Comisia pentru drepturile femeii și egalitatea de gen - FEMM
Din 2012 până în 2014, Mariaa Gabriel a fost coordonatoare a Grupului PPE în cadrul Comitetului pentru drepturile femeii și egalitatea de gen . În acest domeniu, munca sa s-a concentrat pe lupta împotriva tuturor formelor de violență împotriva femeilor, echilibrul dintre viața profesională și viața profesională, antreprenoriatul femeilor și accesul femeilor la sectoarele TIC, remunerarea egală pentru muncă egală și rolul femeilor în menținerea păcii . Ea este raportoarea Parlamentului European cu privire la propunerea de directivă privind femeile la bord.  În 2016 a început o campanie națională „Violența împotriva femeilor: să deschidem ochii și să rupem tăcerea”. 

### Comisia pentru agricultură și dezvoltare rurală - AGRI
În perioada legislativă 2009–2014, Maria Gabriel a fost membră a Comisiei pentru agricultură și dezvoltare rurală și a lucrat activ la reforma noii politici agricole comune (PAC) a UE pentru perioada 2014-2020. Ca parte a activității sale, ea a apărat principiile unei politici agricole corecte, flexibile și simplificate. 
În perioada 2011–2013, Maria Gabriel a organizat o dezbatere publică „Agricultură și politică - Tu ești veriga!” într-un număr mare de orașe din fiecare regiune a Bulgariei. Discuțiile cu fermierii au contribuit la dezvoltarea unei poziții naționale în contextul reformei politicii agricole comune pentru perioada de programare 2014-2020. 
Din 2014 până în 2017, Maria Gabriel a fost președintă a Grupului de lucru pentru apicultură și sănătatea albinelor. În 2015 și 2016 a organizat Săptămâna Europeană a Albinelor și Polenizării în Parlamentul European. În 2016, Albert II, prințul Monaco, a fost un vorbitor principal.  Ca parte a acestui eveniment, ea a creat forumul european al apicultorilor și fermierilor. În 2017 a început campania națională „Mic dejun cu miere” în școli, cu scopul de a promova contribuția albinelor la biodiversitate și beneficiile consumului de miere și alte produse apicole. 

### Strategia Dunării
Maria Gabriel a lucrat în mod constant la Strategia Dunării ca un subiect strategic important pentru UE, pe baza abordării „de jos în sus”. Este o strategie pentru macroregiunea Dunării, care acoperă nouă state membre ( Austria, Bulgaria, Croația, Republica Cehă, Germania, Ungaria, România, Slovacia și Slovenia ) și 5 state din afara UE ( Serbia, Bosnia și Herțegovina, Muntenegru, Ucraina și Moldova ). În 2012, Maria Gabriel a organizat o dezbatere publică despre „Strategia Dunării - o oportunitate de a construi regiunile din Europa”, în parteneriat cu Ministerul Dezvoltării Regionale al Republicii Bulgaria și Fundația Hanns Seidel . Obiectivul a fost de a încuraja participarea directă a cetățenilor la definirea proiectelor și la implementarea unor parteneriate mai bune între comunități și țări implicate în Strategia Dunării. 

## Politica externă a UE

### Adunarea parlamentară paritară ACP-UE
Din 2009, Maria Gabriel a fost membru activ al Adunării Parlamentare Mixte ACP-UE, care reunește parlamentari din grupul de state din Africa, Caraibe și Pacific și Uniunea Europeană. Ca parte a Adunării, a fost membră a Comisiei pentru afaceri politice. Munca sa s-a axat pe prevenirea și soluționarea conflictelor, consolidarea statului de drept, dezvoltare, relațiile UE-Africa, viitorul cooperării ACP-UE, relațiile cu Uniunea Africană și participarea femeilor la procesul de democratizare și reconciliere. 

### Misiunile de observare a alegerilor din UE
În 2016, Mariya Gabriel a condus Misiunea UE de observare a alegerilor pentru alegerile prezidențiale din Gabon .  În 2011 a fost șefa misiunii UE de observare a alegerilor pentru alegerile prezidențiale și parlamentare din Republica Democrată Congo . De asemenea, ea a condus misiunea expertă de urmărire electorală a Uniunii în 2014, cu scopul de a face un bilanț al punerii în aplicare a recomandărilor. 
Maria Gabriel a fost șefă a 5 delegații ale Parlamentului European pentru observarea alegerilor - Tanzania, Sudan, Nigeria, Sierra Leone și Iordania, precum și membru al delegației în 7 misiuni - Togo, Burundi, Haiti, Kârgâzstan, Ciad, Burkina Faso și Uganda . Ea a fost printre europarlamentarii experți în misiunile de observare a alegerilor. 

## Comisia Europeană

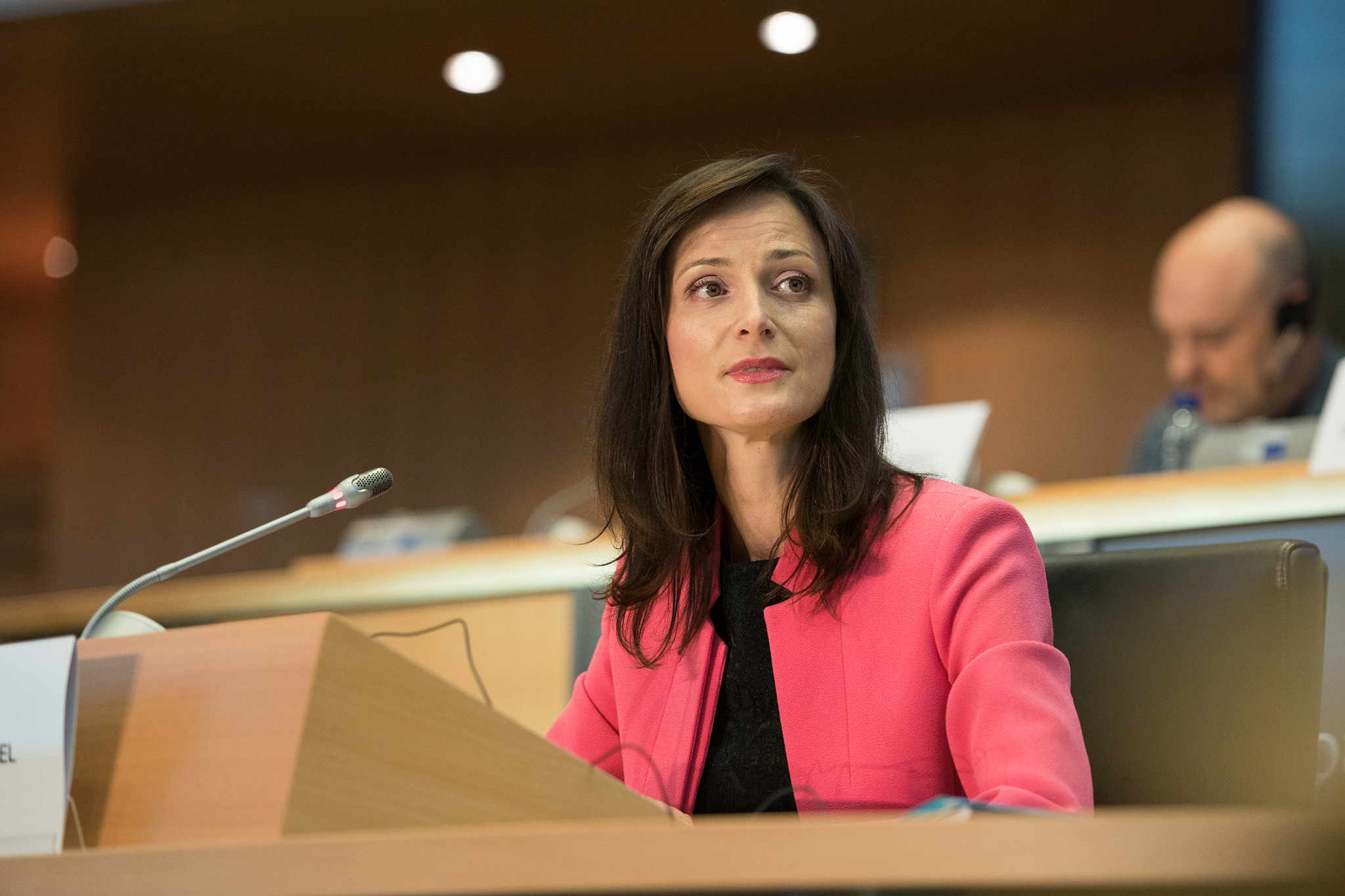
Gabriel depune mărturie în fața Parlamentului European în 2019

La 10 mai 2017, Jean-Claude Juncker, președintele Comisiei Europene, a anunțat că prim-ministrul bulgar Boiko Borisov a nominalizat-o pe Mariya Gabriel pentru a o înlocui pe Kristalina Georgieva în funcția de comisar . 
Președintele Juncker l-a numit pe Günther Oettinger pentru a-l înlocui pe Georgieva în funcția de comisar european pentru buget și resurse umane, lăsându-l pe Gabriel cu portofoliul digital pe care Oettinger îl condusese anterior. 
În 2019, Ursula von der Leyen a desemnat-o pe Gabriel în funcția de comisar european pentru inovare și tineret.
În iunie 2020, aceasta este semnatara apelului internațional în favoarea economiei mov („Pentru o renaștere culturală a economiei”), care a apărut în Corriere della Sera, El País și Le Monde.

## Activități extraparlamentare
Inițiativele legate de tineri ocupă un loc central în activitățile extraparlamentare ale Mariei Gabriel. A înființat șase centre europene de informare în Bulgaria - două la Sofia și câte unul la Blagoevgrad, Ruse, Burgas și Sliven . Ea organizează activități de instruire, prezentări și campanii cu scopul de a familiariza tinerii cu beneficiile aderării Bulgariei la UE. Ea este implicată în concursurile școlare anuale legate de afacerile europene și în campania națională „Cititorul anului”. 

## Viata personală
Este căsătorită cu François Gabriel.  Cuplul are un singur copil. 

## Premii și premii
- Premiul „MEP al anului” din 2013 la categoria „Egalitate de gen; [11]
- Premiul 2015 al Asociației Europene a Agențiilor de Comunicații pentru realizările sale în relațiile cu egalitatea de gen și drepturile femeilor;
- Premiul „MEP al anului” 2016 la categoria Dezvoltare; [12]
- 2016 Ordinul San Carlos de la Guvernul Colombiei pentru contribuția remarcabilă la națiunea Columbia în domeniul relațiilor internaționale și al diplomației;
- Nominalizare „Tânăr lider european” în 2019. Acum este absolventă a European Young Leader (EYL40).